# Henuttaui (sacerdotessa)

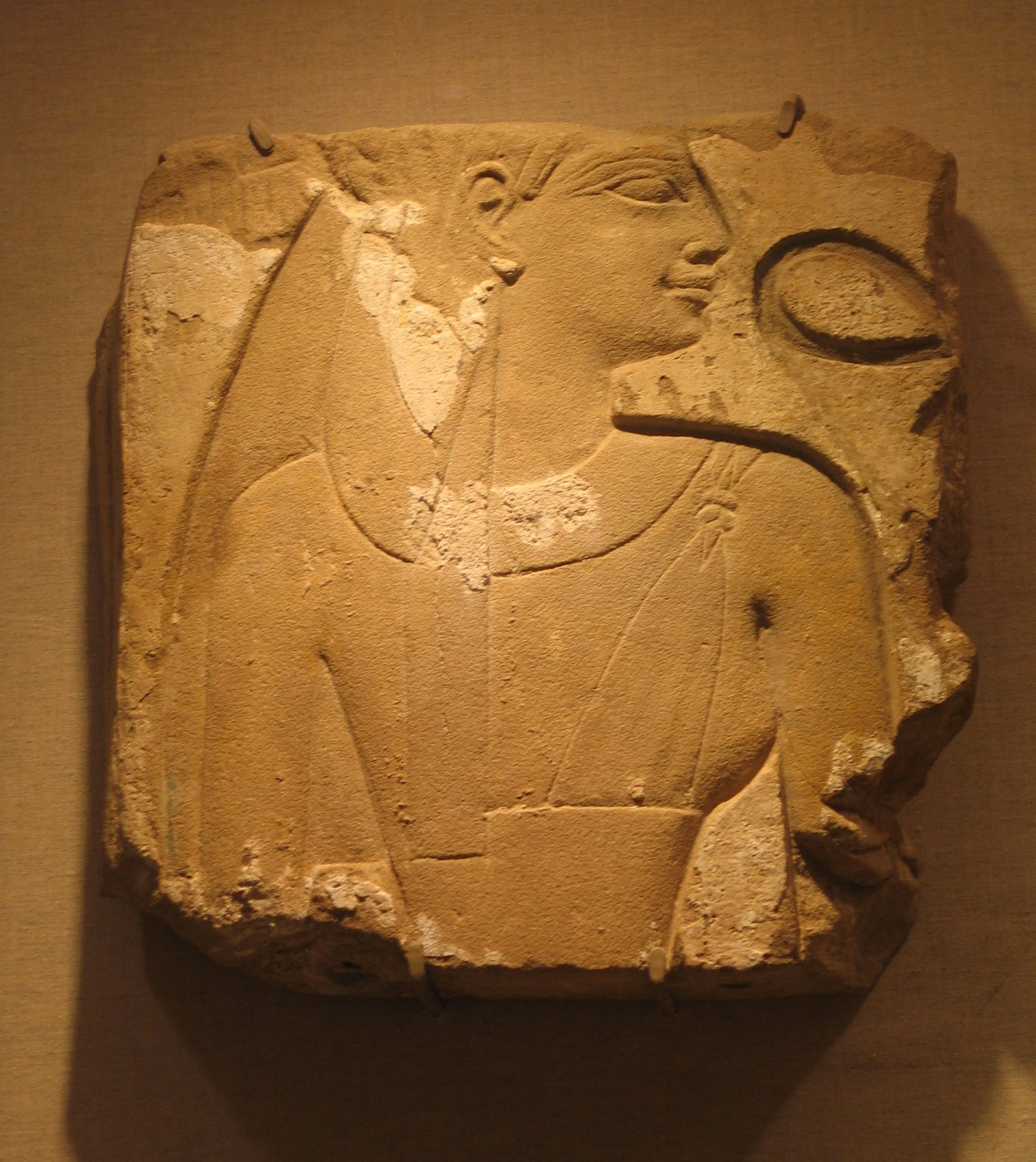
Rilievo in arenaria di una sacerdotessa egizia. Brooklyn Museum

Henuttaui (fl. XI-X secolo a.C.) è stata una sacerdotessa egizia vissuta durante la XXI dinastia (XI/X secolo a.C.), sul cui corpo mummificato sarebbero state rinvenute tracce di nicotina e cocaina.

## Antefatti
Quasi nulla è noto circa la sua vita. Fu sacerdotessa e cantrice del Tempio di Amon a Tebe, e dopo la sua morte il corpo fu imbalsamato e sepolto nella necropoli di Deir el-Bahari. Dopo la scoperta della sua tomba, la sua mummia divenne proprietà di re Ludovico I di Baviera che la acquistò nel 1845 da un viaggiatore inglese di nome Dodwell; il sovrano ne fece poi dono allo Staatliches Museum Ägyptischer Kunst di Monaco, dove si trova tuttora (reperto ÄS 57). Il sarcofago, un tempo al Museo Archeologico Nazionale di Lisbona, oggi si trova anch'esso a Monaco.

## Analisi e dibattiti
Nel 1992, la tossicologa tedesca Svetlana Balabanova individuò tracce di cocaina, hashish e nicotina nei capelli di Henuttaui, così come in quelli di molte altre mummie del Museo: dato inconsueto e anomalo, siccome la cocaina e la nicotina provengono dalle piante della coca e del tabacco, native delle Americhe e ritenute del tutto assenti dall'Africa fino ai viaggi di Colombo.
Questi risultati furono interpretati, dagli assertori dei contatti fra i popoli precolombiani e gli antichi Egizi, come riprova delle loro teorie. Ciononostante, due successive analisi su altri gruppi di mummie egizie e resti umani fallirono nel riprodurre pienamente i risultati della Balabanova, fornendo risultati positivi per la sola nicotina.
Dopo tali esperimenti, anche ammettendo che la cocaina sia stata rinvenuta sulle mummie, parrebbe verosimile imputare la sua presenza a una contaminazione avvenuta in epoca successiva alla scoperta. Il medesimo argomento si potrebbe applicare alla nicotina; non fosse che, fra le varie piante che possono fornire la nicotina, due di queste, la Withania somnifera e l'Apium graveolens, erano note e utilizzate nell'antico Egitto.